# Siltasaari (ö i Kymmenedalen)
Siltasaari är en ö i Finland. Den ligger i sjön Konnivesi och i kommunen Itis i den ekonomiska regionen  Kouvola ekonomiska region  och landskapet Kymmenedalen, i den södra delen av landet, 120 km nordost om huvudstaden Helsingfors. Öns area är 2,3 hektar och dess största längd är 340 meter i öst-västlig riktning.